# Серджіу Плетіке
Серджіу Плетіке (рум. Sergiu Plătică, нар. 9 червня 1991) — молдовський футболіст, нападник клубу «Сперанца» (Ніспорени).
Виступав, зокрема, за клуби «Сфинтул Георге» та «Сперанца» (Ніспорени), а також національну збірну Молдови.
Має старшого брата-футболіста Міхая Плетіке.

## Клубна кар'єра
У дорослому футболі дебютував 2010 року виступами за команду клубу «Сфинтул Георге», в якій провів три сезони, взявши участь в одному матчі чемпіонату. 
Своєю грою за цю команду привернув увагу представників тренерського штабу клубу «Будеї», до складу якого приєднався 2013 року. Відіграв наступні два сезони своєї ігрової кар'єри. У складі був одним з головних бомбардирів команди, маючи середню результативність на рівні 0,69 голу за гру першості.
Протягом 2015 року знову захищав кольори команди клубу «Сфинтул Георге».
Згодом уклав контракт з клубом «Сперанца» (Ніспорени), у складі якого провів наступні два роки своєї кар'єри гравця. Більшість часу, проведеного у складі У складі, був основним гравцем атакувальної ланки команди.
Протягом 2017 року захищав кольори команди клубу «Мілсамі», після чого повернувся до «Сперанци». 

## Виступи за збірну
У 2017 році дебютував в офіційних матчах у складі національної збірної Молдови.

## Досягнення
- Володар Кубка Молдови (2):

«Мілсамі»: 2017/18
«Петрокуб»: 2019/20
- Володар Суперкубка Молдови (1):

«Мілсамі»: 2019